# 直見駅
直見駅（なおみえき）は、大分県佐伯市直川大字下直見にある、九州旅客鉄道（JR九州）日豊本線の駅である。

## 歴史
- 1920年（大正9年）11月20日：鉄道省により開設[1][2]。
- 1962年（昭和37年）10月1日：貨物取扱廃止[2]。
- 1968年（昭和43年）4月1日：業務委託駅となる（業務委託先は日本交通観光社）[3]。
- 1972年（昭和47年）3月30日：荷物扱い廃止[4]。無人駅となる[5]。
- 1987年（昭和62年）4月1日：国鉄分割民営化により九州旅客鉄道が継承[2]。
- 2017年（平成29年）
  - 9月19日：平成29年台風18号により9月17日から運休[6]、臼杵駅 - 延岡駅間不通のため佐伯駅 - 延岡駅間で代行バス輸送を開始[7][8]。
  - 9月25日：佐伯駅 - 市棚駅間運転再開（バス代行輸送終了）[9]。

## 駅構造
島式ホーム1面2線を有する地上駅で、跨線橋を備える。
無人駅で駅舎はなく、かつて存在した駅舎跡にトイレが建てられている。時刻表などは跨線橋入口左側の柵に取り付けられており、切符収集箱も設置されている。

### のりば
| のりば | 路線      | 方向 | 行先     |
| ------ | --------- | ---- | -------- |
| 1      | ■日豊本線 | 上り | 佐伯方面 |
| 2      | ■日豊本線 | 下り | 延岡方面 |

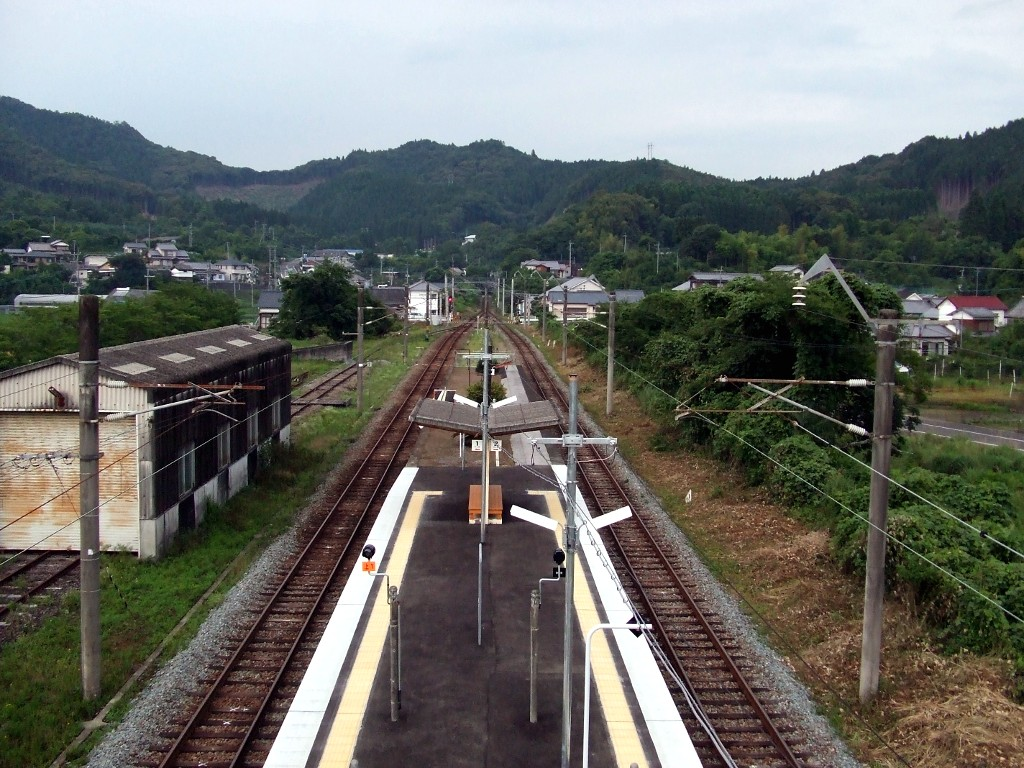
跨線橋から佐伯・大分方面を望む
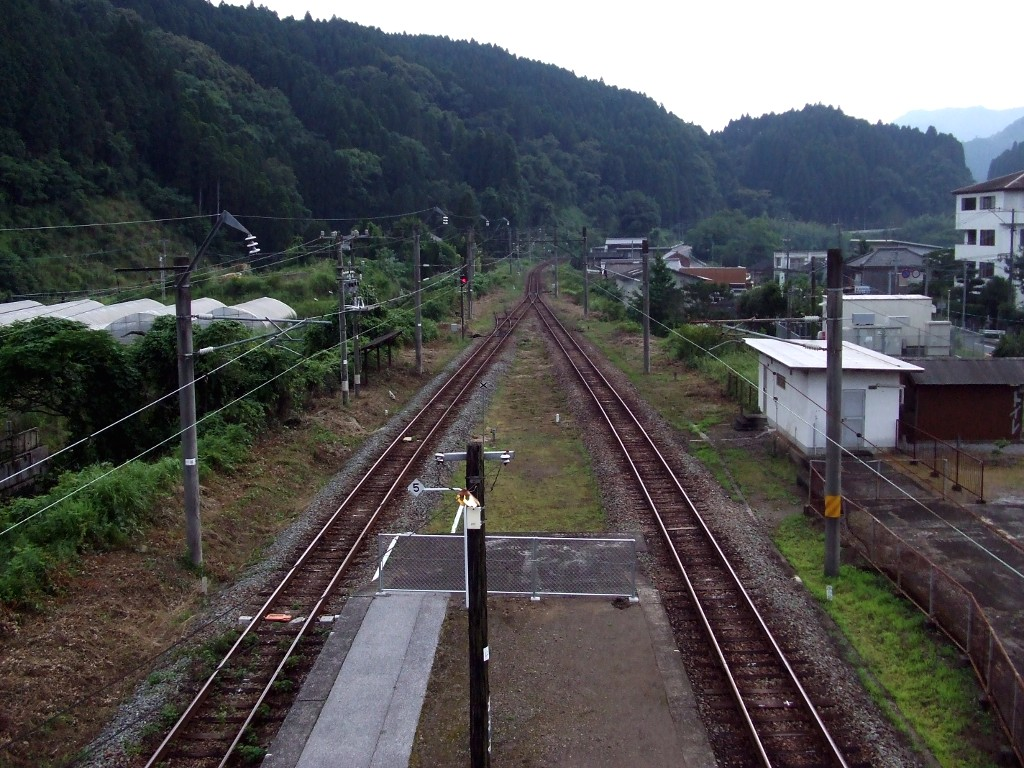
跨線橋から延岡・宮崎方面を望む
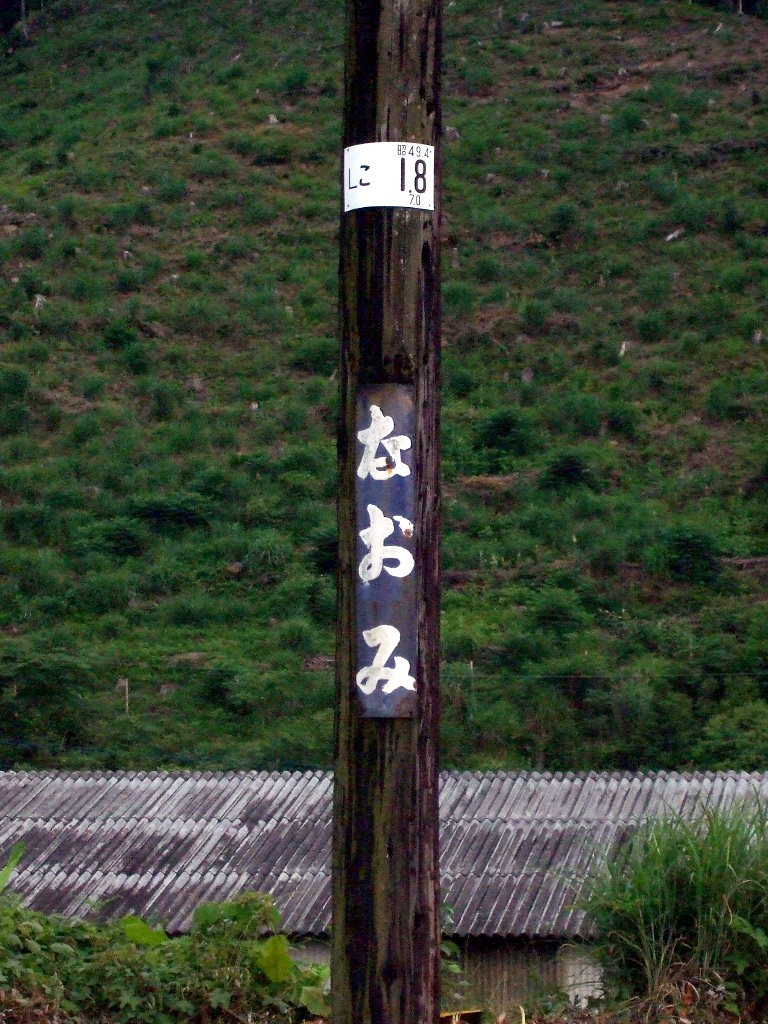
短冊形の駅名標

## 利用状況
- 2015年度の1日平均乗車人員は4人である。（前年度比±0人）

| 乗車人員推移 | 乗車人員推移 |
| 年度         | 1日平均人数  |
| ------------ | ------------ |
| 2000         | 23           |
| 2001         | 16           |
| 2002         | 20           |
| 2003         | 17           |
| 2004         | 14           |
| 2005         | 9            |
| 2006         | 7            |
| 2007         | 6            |
| 2008         | 5            |
| 2009         | 4            |
| 2010         | 7            |
| 2011         | 4            |
| 2012         | 3            |
| 2013         | 2            |
| 2014         | 4            |
| 2015         | 4            |

## 駅周辺
- 直見簡易郵便局[1]
- 国道10号[1]
- 大分県道608号笠掛直見停車場線
- 久留須川

## 隣の駅
九州旅客鉄道（JR九州）
■日豊本線
上岡駅 - 直見駅 - 直川駅